# Nydia Pereyra-Lizaso
Nydia Pereyra-Lizaso (12 de mayo de 1920 — 2 de noviembre de 1998) fue una compositora, pianista y educadora musical uruguaya.

## Biografía
Nació en Rocha, Uruguay, y estudió música en la propia ciudad de Rocha con Dolores Bell y Carmen Barrera en el Conservatorio Teresiano, y en Montevideo con Wilhelm Kolischer (piano), Tomás Mujica (contrapunto y fuga) y Enrique Casal Chapí (composición musical). Después de haber terminado sus estudios, trabajó como compositora y enseñó en el 'Conservatorio Musical Willelmo Kolischer' (ubicado en Montevideo).
Las obras de Pereyra-Lizaso fueron ejecutadas a lo largo y ancho del mundo. En 1966, su Four miniatures for violin and viola recibió el premio de música de cámara GEDOK en Mannheim (estado federado de Baden-Wurtemberg, Alemania). Esta artista uruguaya recibió asimismo el premio Casa de Teatro en los años 1959, 1964, 1966, 1967, y 1978, por sus piezas musicales para obras representadas por la Comedia Nacional de Montevideo. También publicó varias obras pedagógicas escritas para niños.

## Obras
- Sarabande, piano
- Divertimento, cuerdas
- Adagio y Allegro, clarinete, piano, 1958
- Allegro y Andante, clarinete, bajo, piano, 1965
- 4 miniaturas, violín, clarinete, 1966
- Canción sobre Juan Ramón Jiménez, violín, piano, 1954
- 2 canciones (texto C. Gómez Martínez), violín, piano, 1956
- 3 canciones (texto E. de Cáceres), vocal, 1956
- 6 canciones (texto R.M. Rilke ), mezzo-soprano, piano, 1959
- 3 canciones (E. de Cáceres), soprano, piano, 1967
- Pianoforte Sonata nro. 1, 1955
- Sonata nro. 2, 1958
- Sonatina, 1967
- 3 piezas para niños, 1967
- Sonatina in G, 1963
- 2 miniaturas, 1968